# Карантин (сооружение)

Флаг означающий о том, что на борту карантин

Каранти́н — часть порта для стоянки судов, подозреваемых в наличии инфекции или вредителей на борту.
Суда в карантине несут карантинный флаг. Они ограничены в сообщении с берегом.
Широко известными являются места карантина:
- в Севастопольской бухте, носящее название Карантинная бухта (Севастополь);
- Одесский карантин, в котором «застрял» А.С. Пушкин;
- остров Лазаретто близ Венеции;
- в Херсоне есть Карантинный остров.